# Джек Вейт
Джек Вейт (англ. Jack Waite; нар. 1 травня 1969) — колишній американський тенісист.
Найвищу одиночну позицію світового рейтингу — 410 місце досяг 21 червня 1993, парну — 44 місце — 8 вересня 1997 року.
Здобув 3 парні титули.
Завершив кар'єру 2003 року.

## Фінали за кар'єру

### Парний розряд (3–8)
| Результат | W/L | Дата | Турнір                       | Покриття | Партнер            | Суперники                         | Рахунок       |
| --------- | --- | ---- | ---------------------------- | -------- | ------------------ | --------------------------------- | ------------- |
| Перемога  | 1.  | 1994 | Палермо, Італія              | Ґрунт    | Том Кемперс        | Ніл Брод Грег Ван Ембург          | 7–6, 6–4      |
| Поразка   | 1.  | 1995 | Валенсія, Іспанія            | Ґрунт    | Том Кемперс        | Томас Карбонелл Франсіско Ройг    | 5–7, 3–6      |
| Перемога  | 2.  | 1996 | Окленд, Нова Зеландія        | Тверде   | Маркос Ондруска    | Йонас Бйоркман Бретт Стівен       | W/O           |
| Поразка   | 2.  | 1996 | Амстердам, Нідерланди        | Ґрунт    | Рікард Берг        | Доналд Джонсон Франсіско Монтана  | 4–6, 6–3, 2–6 |
| Перемога  | 3.  | 1996 | Марбелья, Іспанія            | Ґрунт    | Ендрю Кратцманн    | Пабло Альбано Лукас Арнольд Кер   | 6–7, 6–3, 6–4 |
| Поразка   | 3.  | 1997 | Болонья, Італія              | Ґрунт    | Дейв Ренделл       | Густаво Куертен Фернандо Мелігені | 2–6, 5–7      |
| Поразка   | 4.  | 1997 | Бостон, США                  | Тверде   | Дейв Ренделл       | Якко Елтінг Паул Гаргейс          | 4–6, 2–6      |
| Поразка   | 5.  | 1998 | Бостон, США                  | Тверде   | Кріс Гаггард       | Якко Елтінг Паул Гаргейс          | 3–6, 2–6      |
| Поразка   | 6.  | 1999 | Stuttgart Outdoor, Німеччина | Ґрунт    | Александар Кітінов | Жайме Онсінс Даніель Оршанік      | 2–6, 1–6      |
| Поразка   | 7.  | 2000 | Сан-Марино                   | Ґрунт    | Гастон Етліс       | Томаш Цибулець Леош Фридль        | 6–7, 5–7      |
| Поразка   | 8.  | 2000 | Ліон, Франція                | Килим    | Іван Любичич       | Паул Гаргейс Сендон Столл         | 1–6, 7–6, 6–7 |